# ليوثارد الأول من باريس
ليوثارد الأول من باريس (توفي قبل 28 ديسمبر 815) كان كونت باريس وفيزنسساك.
ابن جيرارد الأول من باريس وروترود. كان إخوته الكونت ستيفن وبيغو .
حوالي عام 781، أرسل شارلمان ليوثارد إلى دوقية آكيتاين حيث أقام في دائرة لويس الورع، ملك آكيتاين (781-814) وإمبراطور الغرب (814-840).
تزوج ليوثارد من جريمهيلدا وأنجب منها الأطفال التاليين:
- إنجلترود دي فيزينساك، زوجة أودو أورليان، والدة إيرمينترود أورليان الذي تزوج الإمبراطور المستقبلي شارل الأصلع.
- أدالارد، سنشال الإمبراطورية الكارولنجية في عهد لويس الورع
- جيرارت دي روسيلون (أو جيرارد الثاني ملك باريس)، كونت باريس، روسيون وفيين.

في عام 801، تبع ليوثارد الإمبراطور لويس الورع في رحلته الاستكشافية إلى إسبانيا وشارك في الاستيلاء على برشلونة، حيث حصل على مقاطعة فيزينساك في دوقية آكيتاين، حيث أصبح أول كونت. في عام 809، ربما كان متورطًا في حصار طرطوشة.
وفقًا للمؤرخ رينيه بوباردين، أنهى ليوثارد أيامه في مقاطعة باريس.
خلفه ابنه جيرار دي روسيون ككونت باريس.